# Скупой (фильм)
«Скупой» (фр. L'Avare) — французская кинокомедия, экранизация знаменитой пьесы Мольера.

## Сюжет
Гарпагон (роль Луи де Фюнеса) — человек достаточно богатый, но отличающийся болезненной скупостью. Свой капитал в виде сундука золотых монет он зарыл в своём саду и строго следит за тем, чтобы его сокровище не было обнаружено кем-то из домочадцев. От его скупости страдают не только его слуги, которые вынуждены носить лохмотья и работать за двоих, но также его дети. Свою дочь Элизу он намеревается выдать замуж за богатого старика Ансельма только из-за того, что тот готов отказаться от приданого. Для сына Клеанта он подыскал в жёны немолодую вдову. Между тем сердца молодых людей уже принадлежат другим: Элиза любит Валера, потомка знатного рода, который некогда спас ей жизнь и, полюбив её, нанялся управляющим к её отцу, скрыв своё происхождение; Клеант же влюблён в юную Мариану, небогатую девушку, живущую вдвоём с матерью. Не надеясь на понимание отца, дети Гарпагона решают устроить свою судьбу сами, без его согласия. Элиза тайком обручается с Валером, а Клеант решает занять деньги у ростовщика, чтобы жениться на Мариане, как вдруг выясняется, что Гарпагон сам намеревается жениться на ней и уже поручил свахе договориться с матерью девушки. Ситуацию спасает слуга Клеанта Ляфлеш, который обнаруживает сундук Гарпагона и перепрятывает его, чтобы заставить скупца женить сына на Мариане.

## В ролях
- Луи де Фюнес — Гарпагон
- Мишель Галабрю — Жак, повар и кучер Гарпагона
- Клод Жансак — Фрозина, сваха